# Forbidden Love (manga)
Pour les articles homonymes, voir Forbidden Love.
Forbidden Love (罪に濡れたふたり, Tsumi ni nureta futari) est un manga de type shōjo de Miyuki Kitagawa, publié au Japon par Shōgakukan en 18 volumes. 15 volumes sont parus en France aux éditions Akiko,édition stoppée en raison de la faillite de la maison d'édition.
C’est un manga romantique/dramatique qui traite du sujet de l’inceste, sujet très tabou au Japon.

## Histoire
Kasumi est une jeune fille de 19 ans en voyage à Rome pour oublier son chagrin d’amour. Là-bas, elle rencontre un jeune Japonais séduisant avec qui elle passe la nuit. De retour au Japon, sa mère lui annonce le décès de son père, qu’elle n’a pas vu depuis 15 ans et lui explique que le testament stipule qu’elle doit partager un appartement avec son frère dont elle a aussi été séparée. Mais le jour des funérailles, elle découvre que son frère n’est autre que le jeune homme qu’elle a rencontré en Italie. Malgré leurs efforts, ils ont du mal à oublier et à cacher les sentiments qu’ils éprouvent l’un pour l’autre.

## Personnages
- Kasumi Suzumura est une Japonaise de 19 ans qui a longtemps été séparée de son père et de son frère dont elle va tomber amoureuse. Kazuki est son ami le plus proche et elle s’entend bien avec sa mère bien que celle-ci soit peu présente.
- Yoshiki Suzumura est le frère de Kasumi, c’est un passionné d’archéologie. Il sort avec Kyôko, et étudie à T-day.
- Kazuki est l’ami d’enfance de Kasumi, dont il est fou amoureux.
- Kyôko Asada est la copine de Yoshiki, un peu trop possessive…
- Yuka Suzumura est la mère de Yoshiki et de Kasumi, elle travaille à New York est rarement à la maison.

## Parution française
- Forbidden Love Tome 1 : Décembre 2004
- Forbidden Love Tome 2 : Février 2005
- Forbidden Love Tome 3 : Avril 2005
- Forbidden Love Tome 4 : Juillet 2005
- Forbidden Love Tome 5 : aout 2005
- Forbidden Love Tome 6 : Octobre 2005
- Forbidden Love Tome 7 : Janvier 2006
- Forbidden Love Tome 8 : Février 2006
- Forbidden Love Tome 9 : Avril 2006
- Forbidden Love Tome 10 : Juin 2006
- Forbidden Love Tome 11 : Août 2006
- Forbidden Love Tome 12 : Octobre 2006
- Forbidden Love Tome 13 : Avril 2007
- Forbidden Love Tome 14 : Juin 2007
- Forbidden Love Tome 15 : Septembre 2007

Parution stoppée.
La parution du manga Forbidden Love a été arrêtée à la suite de la fermeture de la  maison d'édition Akiko. Les trois derniers volumes ne sont actuellement pas parus en France.